# ۷۴۷ (میلادی)
۷۴۷ (میلادی) هفتصد و چهل و هفتمین سال تقویم میلادی است.

## درگذشتگان
‎